# Dampfersubventionsvorlage
Die Dampfersubventionsvorlage war eine Vorlage über die Errichtung von Reichspostdampferlinien nach überseeischen Ländern, die im deutschen Reichstag im zweiten Halbjahr 1884 zu heftigen Auseinandersetzungen führte.
Die in der Vorlage vorgesehene Subventionierung von regelmäßig verkehrenden Linienschiffen nach Ostasien, Australien und Afrika war nicht allein eine Frage der ‘Verkehrspolitik’, sondern spielte in die Kolonialpolitik Bismarcks und des deutschen Reiches hinein. Hintergrund der Diskussion war die nicht klar definierte außenpolitische Zielsetzung des Deutschen Kaiserreiches zur Zeit des Imperialismus. Die Subventionierung von ‘Transportmitteln zur Erschließung neuer, möglicher Territorien’ legte die Frage nahe, welchen globalen Spielraum das kaiserliche Deutschland in Zukunft haben sollte. Die politische Dimension, die sich hinter dieser Vorlage verbarg, war von Machtansprüchen und Konkurrenzdenken innerhalb der europäischen Seemächte geprägt.
Im April 1884 gelangte die erste Regierungsvorlage zur Subventionierung von Postdampferlinien vor den deutschen Reichstag, wo sie im Juni beraten wurde. Vorgesehen waren staatliche Subventionen von vier Millionen Mark jährlich für einen Zeitraum von 15 Jahren. Nachdem in der ersten Lesung vor dem deutschen Reichstag noch sehr kontrovers diskutiert worden war, wurden bei der zweiten Lesung im Dezember 1884 innerhalb von zwei Tagen zunächst die Bedingungen zur Gewährung von Subventionsmitteln festgelegt, unter anderem auch Details wie das Anlegen in belgischen oder holländischen Hafen, um den südlichen und westlichen Landesteilen Exportmöglichkeiten zu sichern. Am zweiten Tag wurde die Frage diskutiert, ob alle von der Vorlage vorgeschlagenen Linien oder nur weniger genehmigt werden, wobei unter anderem die Deutsche Zentrumspartei lediglich die ostasiatische Linie befürwortete, da diese nicht der Kolonialpolitik diente. Otto von Bismarck befürwortete in einer abschließenden Rede die Vorlage zur Gänze, obwohl er ansonsten den Kolonialisierungsplänen eher ablehnend gegenüberstand.
Im Dezember 1884 begann in den Reihen der SAPD eine heftige Diskussion innerhalb der Fraktion der sozialdemokratischen Reichstagsfraktion über dieses Gesetzesvorhaben. „Der Entwurf eines Gesetzes betreffend Post-Dampf-Schifffahrtsverbindungen mit überseeischen Ländern“ vom 20. November 1884 drohte die Fraktion zu spalten, weil sich Teile der Fraktion über die Partei stellen wollten. Ebenfalls eine Resolution deutscher Sozialisten in Zürich gab am 10. Januar 1885 einstimmig bekannt, dass aus prinzipiellen wie taktischen Gründen die Dampfersubventionsvorlage von der Sozialdemokratie im Reichstage abzulehnen sei. Längere Auseinandersetzungen in Der Sozialdemokrat führten schließlich am 23. März 1885 zur Ablehnung des Gesetzentwurfes durch die Fraktion.